# Puente Al-Ayma
El Puente Al-Ayma (en árabe: جسر الأئمة) es un puente sobre el río Tigris en la ciudad de Bagdad, Irak. El puente une las áreas de Adhamiya, que es un área de mayoría suní, desde su orilla este de la zona chií de Kadhimiya en su oeste.
Fue el lugar donde se produjo una estampida mortal el 31 de agosto de 2005, cuando fueron aplastados cientos de peregrinos chiitas. La estampida causó su muerte en el río. El puente había sido cerrado durante los tres meses anteriores al incidente.